# “龙泉”摩崖石刻
“龙泉”摩崖石刻，位于中国广东省惠州市惠东县平海镇初级中学后山。1987年，列入惠东县文物保护单位。
“龙泉”摩崖石刻的历史年代为清代，为惠东县主要的人文景观之一。